# Kuntoji, Gangawati
Kuntoji là một làng thuộc tehsil Gangawati, huyện Koppal, bang Karnataka, Ấn Độ.